# 瞬間到来フューチャー
「瞬間到来フューチャー」（しゅんかんとうらいフューチャー）は、2015年3月31日に発売された風男塾の14thシングルである。

## 概要
メンバーは、青明寺浦正、緑川狂平、赤園虎次郎、瀬斗光黄、愛刃健水、雪村涼真、仮屋世来音。
この曲から、仮屋世来音が加入。

## 収録曲
テイチクレコード公式サイト内の紹介ページによる。

### 通常盤
1. 瞬間到来フューチャー
  - 作詞：Kanata Okajima・HIKARI/作曲：HIKARI・Stephan Elfgren・Kanata Okajima/編曲：Shinobu Narita
2. 桜のYELL
  - 作詞・作曲：ヒロイズム/編曲：成田忍
3. サバイラブゲーム
  - 作詞：はなわ/作曲：Bruce R F Smith・Mats Ymell・Tim Stridh/編曲：成田忍

4トラック目から6トラック目は、それぞれ上記3曲のインストゥルメンタル曲となっている。

### 限定盤
収録曲はいずれも以下の通りとなっている。
1. 瞬間到来フューチャー
2. 桜のYELL

- 限定盤A（「瞬間到来フューチャー」ミュージックビデオ収録のDVD付き）
- 限定盤B（上記限定盤Aのミュージックビデオのメイキング映像収録のDVD付き）